# Rusty Staub
Daniel Joseph "Rusty" Staub (1º de abril de 1944 – 29 de março de 2018) foi um jogador profissional de beisebol que atuou como campista direito, rebatedor designado e primeira base. Jogou na Major League Baseball por 23 anos por cinco equipes. Foi um dos membros originais do  Montreal Expos e a primeira estrela do time; embora os Expos o tenham negociado após apenas três anos, sua popularidade duradoura o levou a ter seu número aposentado em 1993.